# Words of Love

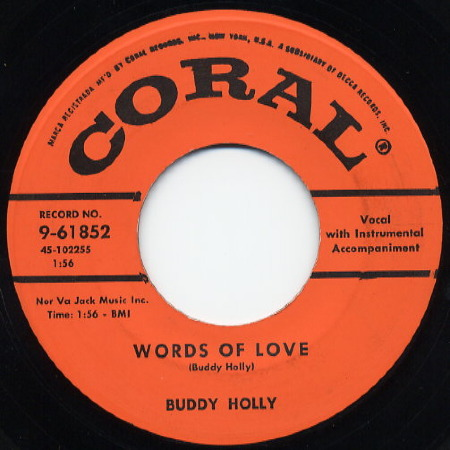
Singeln Words of Love av Buddy Holly.

Words of Love är en låt skriven av Buddy Holly och utgiven av honom som singel 1957. Gruppen The Diamonds hade samma år en hit med en cover på låten. Senare har den även spelats in av The Beatles.

## The Beatles version
The Beatles hade ont om egenkomponerade låtar till Beatles for Sale och efter att Paul McCartney hade fyllt på med sin fyra år gamla "I'll Follow the Sun" drog Beatles direkt efter den igenom tre covers vid sessionen 18 oktober 1964. Den tredje och sista av dessa kom att bli Buddy Hollys "Words of Love". På inspelningen slår Ringo Starr på en resväska. 
Låten kom med på LP:n Beatles for Sale som utgavs i England 4 december 1964 och i USA på Beatles VI, som utgavs 14 juni 1965.